# Club Lake
Club Lake är en sjö i Antarktis. Den ligger i Östantarktis. Australien gör anspråk på området. Club Lake ligger 21 meter över havet. Arean är 0,78 kvadratkilometer. Den sträcker sig 2,5 kilometer i nord-sydlig riktning, och 1,5 kilometer i öst-västlig riktning.
I övrigt finns följande vid Club Lake:
- Broad Peninsula (en udde)
- Deep Lake (en sjö)
- Ephyra Lake (en sjö)
- Trident Lake (en sjö)
- Triple Lake (en sjö)
- Vestfold Hills (en kulle)